# Chumbawamba
Chumbawamba byla anglická alternativně rocková skupina fungující přes tři dekády. Jejich produkce postupně vystřídala celou řadu žánrů, od anarchistického punku, přes popem ovlivněnou tvorbu po world music a folk. Částečně byli blízcí skupině Crass.
Jejich anarchistický politický názor vykazoval neuctivý postoj k autoritám a dále byli otevřeni otázkám jako práva zvířat, pacifismus (v rané fázi jejich kariéry), později třídní boj, feminismus, práva homosexuálů, pop kultura a antifašismus.
Skupina se proslavila skladbou "Tubthumping", která byla v rámci Brit Awards v roce 1998 nominována jako nejlepší britský singl (Best British Single). Mezi další známé skladby patří "Amnesia", "Enough Is Enough", "Timebomb", "Top of the World (Ole, Ole, Ole)]", a "Add Me".
Chumbawamba vznikla v roce 1982 v Burnley na severu Anglie. Stejný rok vydala 1. singl pod hlavičkou „Skin Disease“. Debutovala v roce 1985 singlem Revolution. Sestava kapely se změnila na albu Picture Of Starving Children Sell Records. Posun od punku k popu je znát od alba Slap! z roku 1990. Velký úspěch mělo v roce 1994 album Anarchy, s hity Give The Anarchist A Cigarette a Timebomb. V roce 1995 vystřídala trumpetistu Dillona další žena – Jude Abbott. Dalším velkým hitem Tubthumper“ se prosadili v roce 1997. Milenium uvítala kapela albem WYSIWYG, které bylo kritiky zpětně považováno za nejlepší z post one-hit-wonder produkce kapely.
V roce 2004 přišlo album Un s hitem On E-bay a Wizard of the Menlo Park. Album se stalo poslední deskou původní sestavy. Kapelu opustili někteří její přední členové - Danbert Nobacon, Dunstan Bruce nebo Alice Nutter.
Jasný příklon k folku, kterého se kapela držela až do svého zániku přináší tradicionalisticky pojatý Singsong And A Scrap.
Chumbawamba oficiálně ukončila svoji pouť v roce 2012, neboť její mise "došla naplnění" a témata, kterými se Chumbawamba zabývala, jsou pro její generaci již vyčerpaná. Poslední tři koncerty odehráli mezi 31. říjnem a 3. listopadem.

## Členové
V průběhu let hrálo ve skupině mnoho hudebníků, mezi nimi i hosté. Dlouhodobí členové byli:
- Alice Nutter – zpěv a bicí (1982–2004)
- Lou Watts – zpěv, kytara a klávesy (1982–2012)
- Danbert Nobacon – zpěv a klávesy (1982–2004)
- Boff Whalley – zpěv a kytara (1982–2012)
- Harry "Daz" Hamer – bubny (1984–2004)
- Dunstan Bruce – zpěv, basa, saxofon (1982–2004)
- Dave "Mavis" Dillon - zpěv a trumpeta (1984–1995)
- Neil Ferguson – kontrabas (1999–2012)
- Jude Abbott – zpěv a trumpeta (1996–2012)

## Diskografie

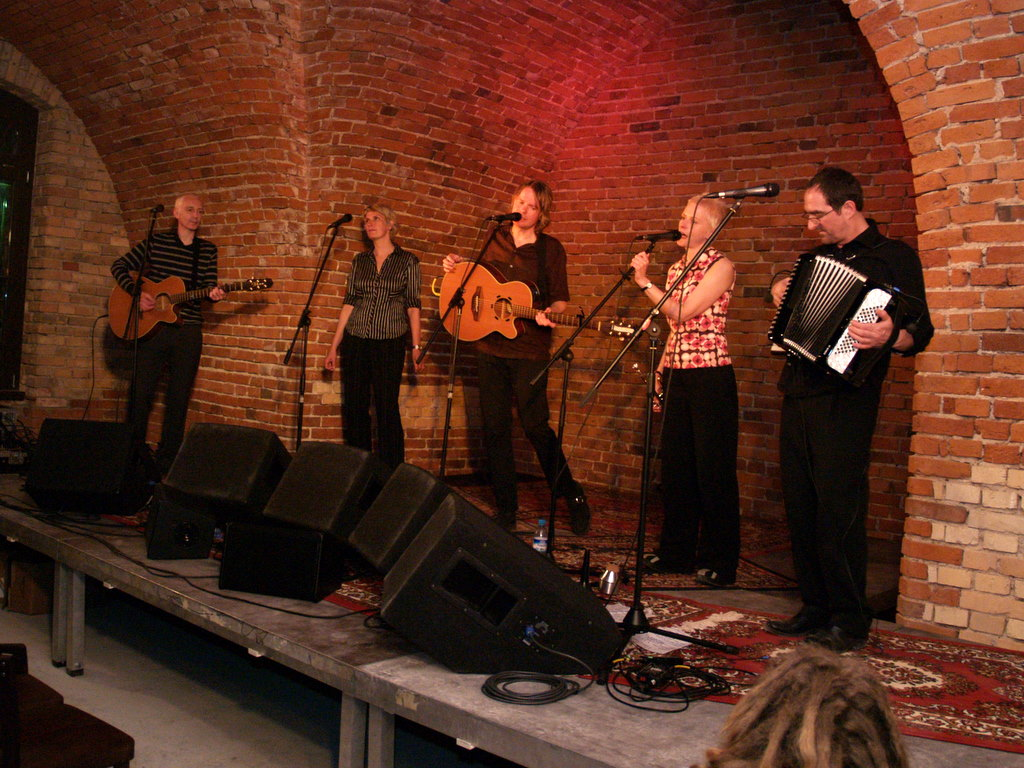
Chumbawamba v roce 2004

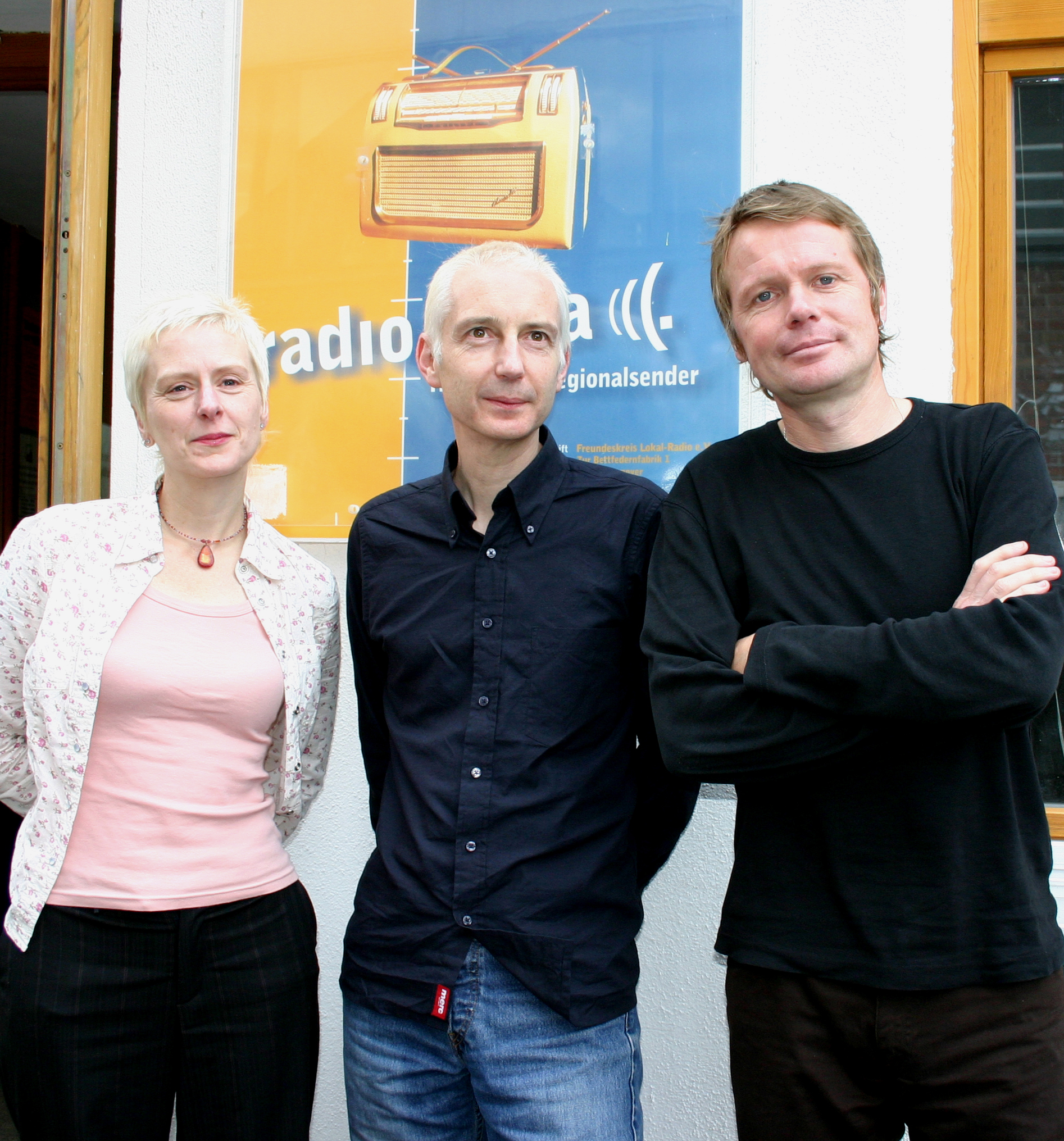
Jude Abbott, Neil Ferguson a Boff Whalley ze skupiny Chumbawamba v roce 2005

- 1984 - Another Year Of The Same Old Shit
- 1986 – Pictures of Starving Children Sell Records, Agit Prop
- 1987 – Nevermind The Ballots, Agit Prop
- 1988 – English Rebel Songs 1381-1914, Agit Prop
- 1990 – Slap!, Agit Prop
- 1992 – Shhh, Agit Prop
- 1994 – Anarchy, One Little Indian
- 1995 – Showbusiness!, One Little Indian
- 1995 – Swingin' With Raymond, One Little Indian
- 1997 – Tubthumper, EMI
- 2000 – What You See Is What You Get, Universal Music
- 2002 – Readymades, MUTT
- 2004 – Un, MUTT
- 2005 – A Singsong and a Scrap, No Masters
- 2006 – Get on With It: Live, MUTT
- 2008 – The Boy Bands Have Won, No Masters
- 2010 - ABCDEFG
- 2012 - Big Society!
- 2013 - In Memoriam: Margaret Thatcher